# Los Altos-Arroyos
Los Altos-Arroyos es una de las entidades de población que conforman el municipio de La Victoria de Acentejo, en la isla de Tenerife —Canarias, España—.

## Características
Está situado a unos tres kilómetros de la capital municipal, localizándose el área urbana a una altitud de 520 m s. n. m.
Aquí se localiza la máxima altitud del municipio a 1755 m s. n. m. en la elevación conocida como Lomo Custodio.
La localidad está formada por una extensa zona rural y natural, estando gran parte de su superficie incluida en los espacios naturales protegidos del paisaje protegido de Las Lagunetas y de la reserva natural especial de Las Palomas.
Los Altos-Arroyos cuenta con el complejo parroquial San Juan Bautista, plazas pública, dos centros culturales y un polideportivo.

## Demografía
| Año        | 2000 | 2001 | 2002 | 2003 | 2004 | 2005 | 2006 | 2007 | 2008 | 2009 | 2010 | 2011 | 2012 | 2013 | 2014 |
| ---------- | ---- | ---- | ---- | ---- | ---- | ---- | ---- | ---- | ---- | ---- | ---- | ---- | ---- | ---- | ---- |
| Habitantes | 1536 | 1539 | 1517 | 1506 | 1495 | 1484 | 1484 | 1464 | 1466 | 1453 | 1444 | 1417 | 1423 | 1436 | 1408 |

## Comunicaciones
Se accede al barrio por la calle de San Juan.

## Lugares de interés
- Mirador de Ortuño
- Zona recreativa Hoya del Abade